# Ристер, Франк
Франк Ристе́р (фр. Franck Riester; род. 3 января 1974, XV округ Парижа) — французский политик, министр культуры (2018—2020).

## Биография
Родился 3 января 1974 года в Париже, окончил Высший институт управления, затем получил в Высшей школе экономических и коммерческих наук степень магистра в области местного самоуправления. Начал профессиональную карьеру в аудиторской компании.

### Политическая карьера
Позднее принял участие в семейном бизнесе — занимался продажей автомобилей Peugeot в компании Riester SA, основанной его дедом. Одновременно пришёл в политику — в 1995 году избран в муниципальный совет Куломье (департамент Сена и Марна) по списку Ги Дрю. В 2001 году стал заместителем мэра, в 2007 году при поддержке Союза за народное движение избран в Национальное собрание Франции от 5-го округа департамента Сена и Марна (получил известность благодаря активному участию в проведении через парламент закона HADOPI, защищающего авторские права в Интернете). В 2008 году избран мэром Куломье.
В 2012 году участвовал в президентской кампании Николя Саркози, в 2013 стал заместителем генерального секретаря СНД, а также был избран председателем Сообщества коммун окрестностей Куломье.
В 2017 году переизбран в Национальное собрание при поддержке партии «Республиканцы», но выступил против её оппозиции президенту Макрону и премьер-министру Филиппу и вместе со своими единомышленниками был 31 октября 2017 года исключён из партии. Ещё до исключения вошёл в парламентскую фракцию «конструктивных правых», которая стала фундаментом новой партии под названием Agir (Действовать). На учредительном съезде 16 сентября 2018 года Ристер избран её председателем.

### В должности министра культуры (2018—2020)
16 октября 2018 года получил портфель министра культуры во втором правительстве Филиппа.
16 июля 2019 года Национальное собрание одобрило закон о реставрации и консервации собора Парижской Богоматери, пострадавшего в апрельском пожаре. Отвечая на критику относительно установленного срока проведения работ в пять лет, Ристер заявил: «Не следует путать скорость и торопливость».
9 марта 2020 года у Ристера обнаружена коронавирусная инфекция, что стало первым случаем среди министров французского правительства, и следующие 14 дней он провёл в карантине.

### Дальнейшая работа в правительствах
6 июля 2020 года при формировании правительства Кастекса назначен министром-делегатом внешней торговли и привлекательности Франции при министре иностранных дел.
23 августа 2021 года Ристер возглавлял французскую делегацию на встрече Крымской платформы в Киеве.
20 мая 2022 года при формировании правительства Элизабет Борн сохранил прежнюю должность.
4 июля 2022 года назначен во втором правительстве Борн министром-делегатом при премьер-министре по связям с парламентом.
11 января 2024 года было сформировано правительство Атталя, в котором Ристер не получил никакого назначения, а его преемницей стала Мари Лебек.
8 февраля 2024 года назначен министром-делегатом внешней торговли, инвестиционной привлекательности Франции, франкофонии и французов за рубежом при министре иностранных и европейских дел в правительстве Атталя Стефане Сежурне.
21 сентября 2024 года по итогам досрочных парламентских выборов было сформировано правительство Барнье, в котором Ристер не получил никакого назначения.

## Личная жизнь
В декабре 2011 года Ристер одним из первых среди правых политиков публично объявил о своей гомосексуальности.